# サン・ミゲル (カーボベルデ)
サン・ミゲル（ポルトガル語: Concelho de São Miguel）は、カーボベルデの基礎自治体のひとつ。

## 隣接行政区画
- サンタ・クルス
- サンタ・カタリーナ
- タラファル

## 教区
- São Miguel Arcanjo